# Łęg wierzbowy

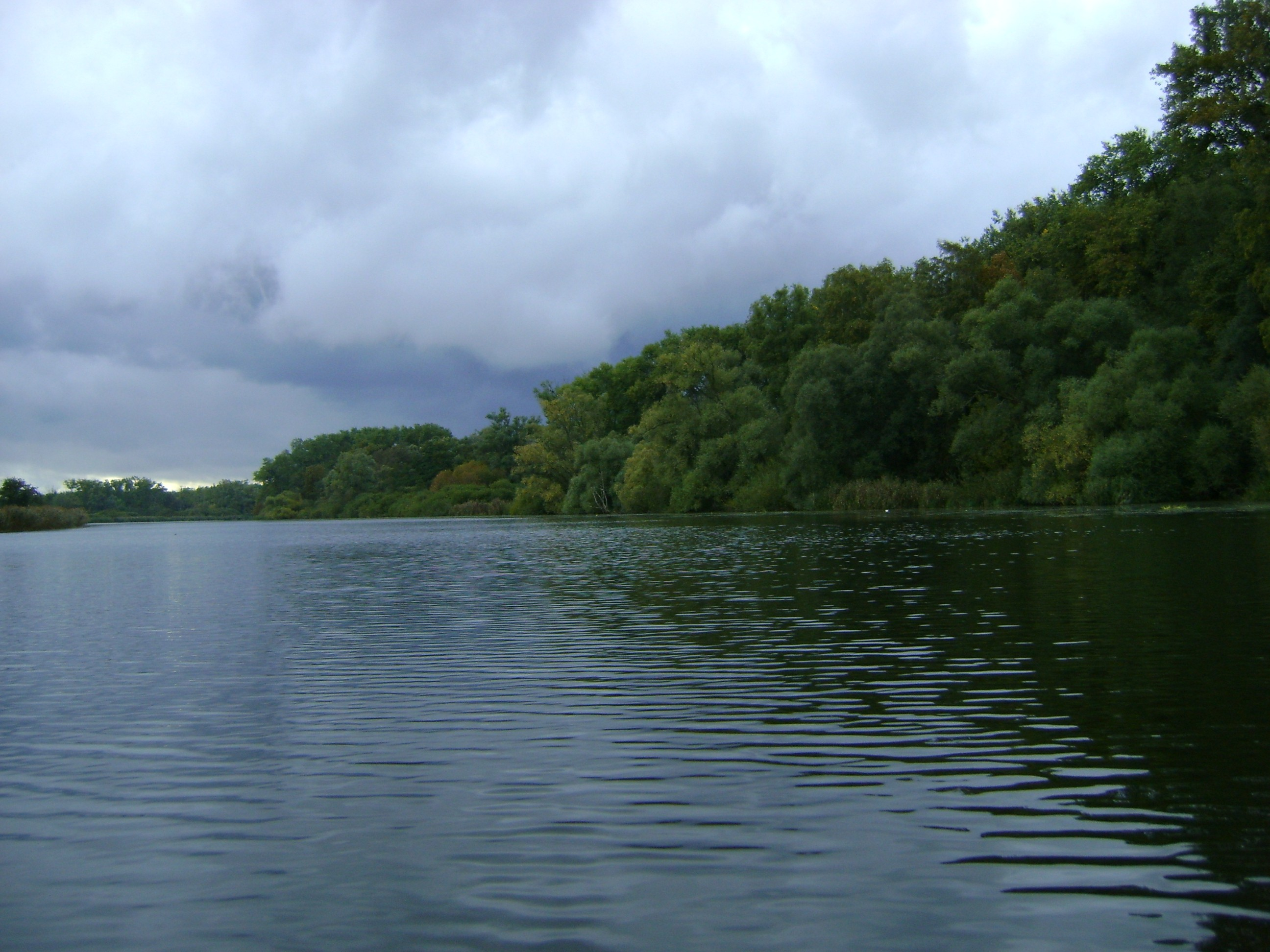
Święta w Szczecinie, po prawej łęgi wierzbowe na wyspie Dębina

Nadrzeczny łęg wierzbowy (Salicetum albo-fragilis) – zbiorowisko roślinności łęgowej rozwijające się na dnie dolin rzecznych. Rozwija się w wyniku sukcesji wiklin nadrzecznych, szuwarów, muraw zalewowych i zbiorowisk namuliskowych, z którymi często współwystępuje tworząc mozaikę roślinności nadrzecznej. Drzewostan tworzy w nim wierzba biała Salix alba i wierzba krucha Salix × fragilis, a podszyt i runo gatunki typowe dla wymienionych wyżej zbiorowisk roślinności związanej z dolinami rzek.